# Siegel von Kansas
Die Flagge des US-Bundesstaats Kansas wurde am 25. Mai 1861 offiziell angenommen. 

## Beschreibung

Flagge von Kansas

Das Siegel findet sich in der gleichen Form in der Flagge von Kansas.
Am oberen Rand des Siegels steht das lateinische Motto des Bundesstaats:
„Ad Astra per Aspera“
Auf rauen Pfaden zu den Sternen
Auf dem Siegel selbst ist Folgendes dargestellt:
- Eine Landschaft mit aufgehender Sonne (der Osten)
- Ein Fluss mit Dampfer (Handel)
- Eine Blockhütte und ein Mann bei der Feldbestellung (Landwirtschaft)
- Planwagen auf ihrem Weg nach Westen (Pioniere)
- Indianer bei der Büffeljagd
- 34 Sterne als Hinweis darauf, dass Kansas als 34. Bundesstaat den Vereinigten Staaten beitrat